# Robert Ninkiewicz
Robert Ninkiewicz (ur. 16 marca 1966 w Białymstoku) – polski aktor teatralny i filmowy.

## Życiorys
Ukończył studia na Wydziale Aktorskim PWSFTviT w Łodzi w 1990. W latach 1992–2009 aktor Teatru Dramatycznego im. Aleksandra Węgierki w Białymstoku, od 2009 występuje w gdańskim Teatrze Wybrzeże.

## Filmografia
- 1987: Program (etiuda szkolna)
- 1993: Kfazimodo. Dariusz Bitner (film dokumentalny)
- 1998: Siedlisko (serial tv) - jako tragarz z firmy przeprowadzkowej
- 2004: Osiemnaście - jako kierowca
- 2010: Klan (serial tv) - jako Marek Walczak, zastępca burmistrza Warszawy
- 2010: Ludzie Chudego (serial tv) - jako mężczyzna (odc.12)
- 2010: Plebania (serial tv) - jako Konecki (odc.1542)
- 2010: Samo Życie (serial tv) - jako mężczyzna
- 2011: Ludzkie sprawy (serial tv) - jako Paweł (odc.4)
- 2013: M jak Miłość (serial tv) - jako kierowca (odc.1002)
- 2013: Układ zamknięty - jako więzień
- 2014: Barwy szczęścia (serial tv) - jako kierowca ciężarówki (odc.1061–1062)
- 2014: Prawo Agaty (serial tv) - jako pilot Terlecki, szef ochrony kasyna (odc.74)
- 2017–2018: Pierwsza miłość (serial tv) - jako Andrzej Wardan
- 2018: Kamerdyner - jako Grzegorz Janke
- 2019: Młody Piłsudski (serial tv) - jako sędzia Andrej Duszki (odc.9, 13)
- 2019: Ślad (serial tv) - jako Stefan Michalski, właściciel firmy „Zen Group”
- 2020: Święty (serial tv) - jako Timur (odc.30–31, 34–37, 39, 43, 46, 48, 51)
- 2021: Kamerdyner (serial tv) - jako Grzegorz Janke
- 2021: Sexify (serial tv) - jako wujek „Kripola” (odc.6)
- 2023: Zatoka szpiegów (serial tv) - jako kierowca Kriegsmarine (odc.8)
- 2024: Barwy szczęścia (serial tv) - jako operator mini-koparki (odc.2989)
- 2024: Komisarz Alex (serial tv) - jako Max Epstein (odc.268)
- 2024: Zdrada (serial tv) - jako Błażej, właściciel klubu nocnego (odc.2–4)
- 2024: Zielony atrament (kr.m.) - jako ochroniarz

## Spektakle Teatru TV
- 2013: Ciała obce - jako Ryszard; pan w sutannie; uczeń; chór
- 2015: Broniewski - jako Broniewski (starszy)

## Odznaczenia
- Brązowy Medal „Zasłużony Kulturze Gloria Artis” (17 listopada 2016)[1]

## Nagrody
- „Szklany Żubr” - nagroda Marszałka Województwa Podlaskiego (2004)
- Nagroda Aktorska na XIII Festiwalu Prapremier w Bydgoszczy  za rolę Broniewskiego (Starszego) w przedstawieniu Broniewski z Teatru Wybrzeże w Gdańsku (2014)
- Nagroda na 21. Festiwalu Sztuk Przyjemnych i Nieprzyjemnych w Łodzi dla najlepszego aktora za rolę tytułową w spektaklu Broniewski (2015)
- Nagroda Marszałka Województwa Pomorskiego za rolę w spektaklu Broniewski w Teatrze Wybrzeże w Gdańsku (2015)
- Nagroda Prezydenta Gdańska za rolę tytułową w spektaklu Broniewski w Teatrze Wybrzeże w Gdańsku (2015)
- Nagroda Prezydenta Miasta Gdańska w Dziedzinie Kultury z okazji jubileuszu 30-lecia pracy artystycznej (2020)[2]

Źródło:.